# Bouillon (priimek)
Bouillon je priimek več ljudi:
- Frédéric Maurice de La Tour d'Auvergne-Bouillon, francoski general
- Henry Bouillon, francoski maršal
- Robert Bouillon, francoski maršal